# Kanton Carpentras-Sud
Kanton Carpentras-Sud (fr. Canton de Carpentras-Sud) je francouzský kanton v departementu Vaucluse v regionu Provence-Alpes-Côte d'Azur. Tvoří ho pět obcí.

## Obce kantonu
- Althen-des-Paluds
- Carpentras (jižní část)
- Entraigues-sur-la-Sorgue
- Mazan
- Monteux